# Klapa s Mora

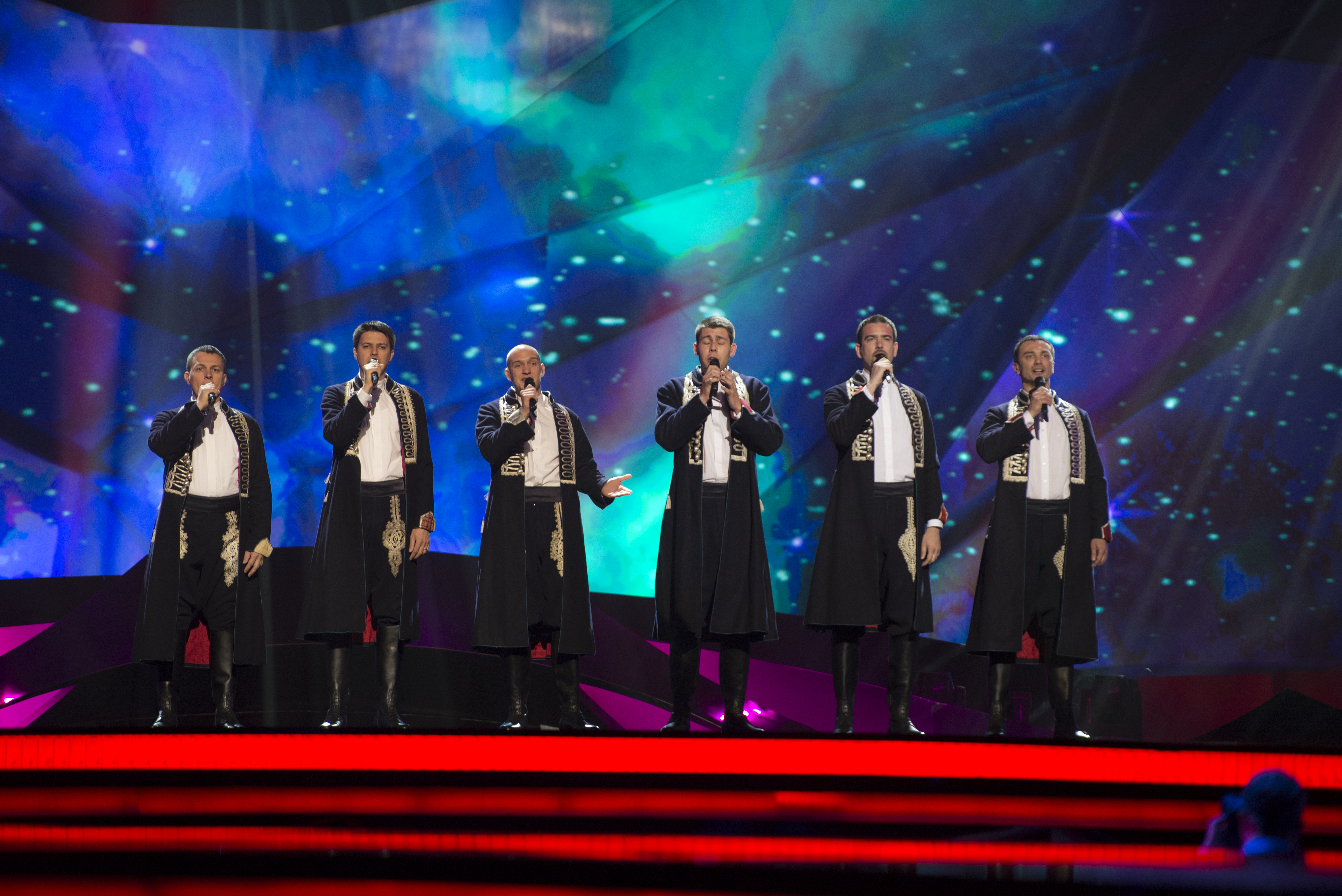
Klapa s Mora

Klapa s Mora — хорватський музичний ансамбль, який презентував свою країну на конкурсі пісні «Євробачення 2013», з композицією «Mižerja» (Печаль), але залишився поза рамками фіналу.
Назва ансамблю містить слово "Клапа" — так називається традиційна хорватська техніка вокалу, акапельний спів.

## Склад гурту
- Marko Škugor (перший тенор)
- Ante Galić (другий тенор)
- Nikša Antica (перший баритон)
- Leon Bataljaku (другий баритон)
- Ivica Vlaić (бас)
- Bojan Kavedžija (бас)